# شهرک صنعتی شماره ۲ اراک (ایبک آباد)
شهرک صنعتی شماره ۲ اراک که به دلیل نزدیکی به روستای ایبک آباد، شهرک صنعتی ایبک‌آباد نیز خوانده می‌شود؛ در شهرستان اراک و به فاصله حدوداً ۱۷ کیلومتری از شهر اراک واقع گردیده‌است. مساحت این شهرک معادل ۵۳۱ هکتار می‌باشد که ۲۵۰ واحد صنعتی در آن فعالیت می‌کنند. این شهرک در مسیر ارتباطی شهر اراک با شهرهای فرمهین، آشتیان، تفرش و کمیجان واقع و فاصله آن با مسیر راه‌آهن سراسری ۲۳ کیلومتر، گمرک اراک و فرودگاه اراک ۲۳ کیلومتر و تا شهر فرمهین ۳۳ کیلومتر است.